# Zuangua
Zuangua lub Zuanga (ur. ok. 1479 na Janitzio, zm. 1520 w Tzintzuntzan) – władca (cazonci) państwa Purepecha-Tarasków.

## Panowanie
Zuangua był synem cazonci Harame i jego naturalnym spadkobiercą. W młodości brał udział w ostatnim etapie wojny o saletrę, którą Purepecha toczyli z koalicją mniejszych plemion. W 1510 wojna zakończyła się jednak niepowodzeniem i Taraskowie musieli wycofać się z okolic jeziora Chapala. W tym samym czasie zmarł Harame i pod koniec roku lub na początku 1511 Zuangua wstąpił na tron.
Aby odbudować nadszarpniętą przez przegraną wojnę reputację, nowy cazonci wmieszał się w konflikt z Mistekami. Rezultatem walk było pozyskanie Tututepec i terytoriów wokół tego miasta. Mniej więcej w tym czasie doszło też do ostatnich starć w tlącym się przez dziesięciolecia konflikcie z Aztekami Montezumy II. Konflikt ostatecznie zakończył się obroną niepodległości przez państwo Purepecha.
Krótko przed przedwczesną śmiercią cazonci, do Tzintzuntzan przybyło w 1519 nieoczekiwanie poselstwo Azteków. Posłowie poprosili o udzielnie wsparcia militarnego przeciwko nowemu wojowniczemu najeźdźcy - Hiszpanom Hernána Cortésa. Zuangua - pamiętając wojny toczone od trzech pokoleń przez Tarasków i Azteków - odmówił udzielenia wsparcia, nie dostrzegając wspólnego dla wszystkich ludów Mezoameryki niebezpieczeństwa.
Władca nie doczekał już upadku azteckiego Tenochtitlán. W 1520 zmarł na przywleczoną z Europy czarną ospę. Pozostawił państwo silne ale izolowane. Mimo podjętej próby, jego syn i następca Tangaxuan II nie zdołał oprzeć się hiszpańskiej potędze.